# Biblioteca Nacional de Hungría
La Biblioteca Nacional de Hungría (en húngaro: Országos Széchényi Könyvtár, abreviada OSZK) es una biblioteca pública situada en Budapest, Hungría.

## Historia

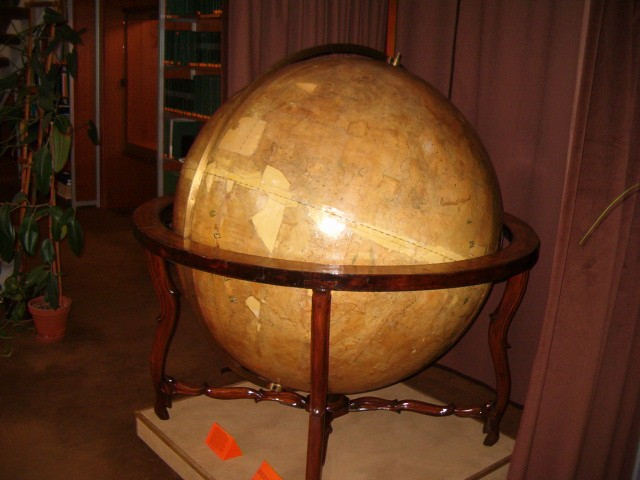
El globo Perczel, Departamento de mapas de la Biblioteca Nacional Széchenyi.

El nacimiento de la biblioteca nacional de Hungría es bastante reciente. Aunque Matías I de Hungría poseyera una de las más importantes bibliotecas del Renacimiento, la ocupación otomana y después la de los Habsburgo marcó un cierto declive de la cultura húngara, y, por tanto, de sus bibliotecas. Sólo con la Ilustración, la idea de una biblioteca que recogiera los hungarica tomó cuerpo.
La biblioteca lleva el nombre de un patriota húngaro, el conde Ferenc Széchényi, quien, al final del siglo XVIII, formó una gran colección de libros en húngaro y los cedió a la nación en 1802. Esta donación fue el nacimiento de la biblioteca y trajo con él muchas otras donaciones.
En 1808, la Asamblea nacional creó el Museo Nacional Húngaro, que tiene como finalidad reunir documentos históricos y arqueológicos sobre Hungría: la biblioteca Széchenyi está integrada en este conjunto. El museo nacional húngaro, y con él la biblioteca, fue transferido en 1846-1847 a un nuevo edificio. El fracaso de la guerra de independencia de 1848-1849 solo retardó el crecimiento de la biblioteca en una docena de años: incluso antes de la independencia, era ya una verdadera biblioteca nacional pública, acogiendo a muchos lectores y publicando incluso el Magyar Kônyvszemle (Boletín de libros húngaros), revista de biblioteconomía.
El museo y la biblioteca son administrativamente independientes desde 1949 y la biblioteca se trasladó en 1985 al Castillo Real de Buda.

## Misiones y colecciones

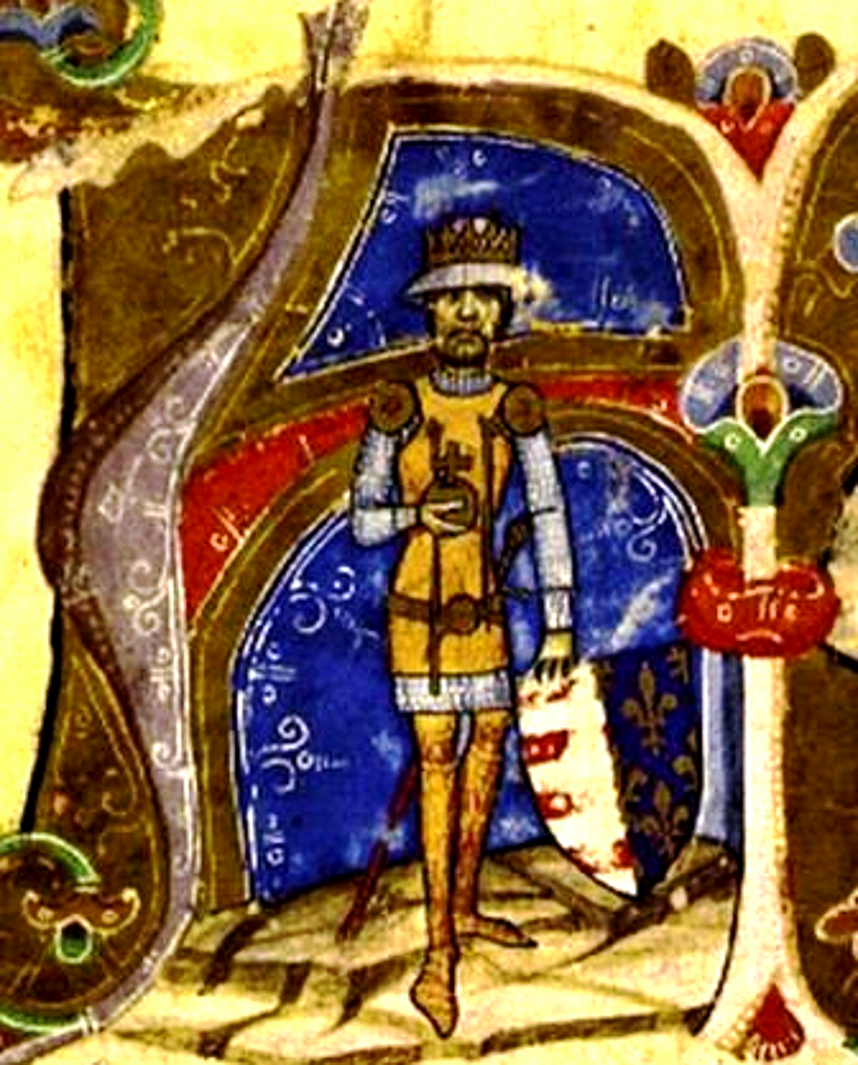
Iluminación de una crónica manuscrita conservada en la Biblioteca Nacional Széchényi.

Las misiones de la biblioteca han sido definidas por dos leyes de 1956 y 1976.
Desde su fundación, la biblioteca tiene la misión de coleccionar los « Hungarica » :
- los libros publicados en las fronteras actuales de Hungría (sea cual sea el idioma)
- los libros en húngaro
- los libros publicados por húngaros
- los libros que tratan de Hungría

Estas tareas se ven facilitadas por el sistema de copyright, en vigor desde 1804: la biblioteca recibe dos ejemplares de los libros, grabaciones de audio y vídeo, documentos electrónicos, etc. publicados en Hungría.
La biblioteca contiene alrededor de 7 millones de obras, de las cuales 2 millones son libros y casi un millón son manuscritos. La reserva cuenta con alrededor de 8.500 ejemplares de ediciones húngaras anteriores a 1711 (incluida la Chronica Hungarorum, primer libro impreso en Hungría, en 1473), alrededor de 1700 incunables, el texto más antiguo conocido en húngaro, varios libros sobrevivientes de la Bibliotheca Corvinniana y muchos manuscritos históricos y literarios.
Su otra misión es la de centralizar otros servicios para todas las bibliotecas húngaras (asignación de ISBN e ISSN, la redacción de la bibliografía nacional, catálogos, mantenimiento de la lista de bibliotecas húngaras, etc.).
La biblioteca participa en el proyecto Europeana. También se propone la reconstitución de la Bibliotheca Corvinniana en forma digital.